# 広石匡司
広石 匡司（ひろいし ただし）は、日本の漫画家。

## 来歴
村枝賢一のアシスタントを経て、2008年、講談社『月刊マガジンZ』とYahoo! JAPAN『Yahoo!コミック』によるコラボレーション企画「ヒーロークロスライン」にて、「シンソウガクシャ」でデビュー。また、同企画の公式サイトと応援ブログも運営している。
2020年、フロンティアワークスから誕生したFWコミックスレーベルの創刊ラインナップとして、Y.Aによる小説『銭の力で、戦国の世を駆け抜ける。』のコミカライズの連載を開始。

## 作品リスト

### 連載
- シンソウガクシャ（ヒーロークロスライン[3] 2008年11月19日 - 2009年3月25日、全1巻、以後は同人誌など）
- 銭の力で、戦国の世を駆け抜ける。（原作：Y.A、キャラクター原案：lack、ピッコマ先行配信（FWコミックスレーベル[2]）2020年10月1日 - 連載中、既刊7巻）

### アンソロジー
- 『ヒーロークロスライン NEOCROSSトリアプロクス編』（2016年6月21日発売[4]、eBookJapan）

## 関連人物
村枝賢一
師匠。